# Liste von Molkereien in Deutschland
Diese Liste enthält die zugelassenen Molkereien in Deutschland gemäß der Verordnung (EG) Nr. 853/2004 (zugelassene Betriebe für den Handel mit Lebensmitteln tierischen Ursprungs in Deutschland (BLtU) Abschnitt IX Rohmilch und Molkereiprodukte).

## Nach Zulassungsnummer (Lebensmittel)
| Zulassungsnummer (Lebensmittelbetrieb)                       | Unternehmensname                                                                           | Ort                            |
| ------------------------------------------------------------ | ------------------------------------------------------------------------------------------ | ------------------------------ |
| BB 006                                                       | Uckermärker Milch GmbH                                                                     | Prenzlau                       |
| BB 016, BB 60022                                             | Ökodorf Brodowin Meierei GmbH & Co. Betriebs KG                                            | Brodowin (Chorin)              |
| BB 017                                                       | Hemme Milch                                                                                | Angermünde                     |
| BB 018                                                       | Fude + Serrahn Milchprodukte GmbH & Co. KG                                                 | Gransee                        |
| BB 019                                                       | BOBALIS GmbH                                                                               | Jüterbog                       |
| BB 022                                                       | Milcafea GmbH                                                                              | Rathenow                       |
| BB 025                                                       | Gläserne Molkerei GmbH                                                                     | Münchehofe                     |
| BB 026, BB 60005                                             | Hoffnungstaler Anstalten Lobetal                                                           | Bernau bei Berlin              |
| BB 027                                                       | Bauernkäserei Wolters GmbH                                                                 | Bandelow (Uckerland)           |
| BB 60026                                                     | Milchschafhof Luisenfelde                                                                  | Luisenfelde (Ziethen)          |
| BB 60041                                                     | Janusz Hradetzky, Hof Stolze Kuh                                                           | Lunow-Stolzenhagen             |
| BB 61037                                                     | Bel Gelato Herstellung und Vertrieb von Speiseeis und Eisbedarf                            | Brusendorf (Mittenwalde)       |
| BB 61040                                                     | D.I.E. Eismanufaktur GmbH                                                                  | Wildau                         |
| BB 62070                                                     | ODW Frischprodukte GmbH, Milchwerk Elsterwerda                                             | Elsterwerda                    |
| BB 62071                                                     | Landmolkerei Vinzenz Lorenz                                                                | Lebusa                         |
| BB 63007                                                     | Stutenmilchfarm Grüne Oase GmbH                                                            | Bredow (Brieselang)            |
| BB 64051                                                     | Hofkäserei des Ziegenhofes Zollbrücke                                                      | Zollbrücke (Oderaue)           |
| BB 64057                                                     | Milchschafhof Pimpinelle                                                                   | Quappendorf (Neuhardenberg)    |
| BB 64060                                                     | PelMan GmbH                                                                                | Altranft (Bad Freienwalde)     |
| BB 65001                                                     | Mozzarella Paolella GmbH                                                                   | Kremmen                        |
| BB 65007                                                     | Lehrmolkerei MLUA Oranienburg                                                              | Oranienburg                    |
| BB 65023                                                     | LSV Landwirtschafts GmbH                                                                   | Oberkrämer                     |
| BB 65029                                                     | Luisenhof Milchmanufaktur GmbH                                                             | Velten                         |
| BB 66039                                                     | Hofkäserei Gut Ogrosen GmbH                                                                | Ogrosen (Vetschau)             |
| BB 67021                                                     | Fürstenwalder Agrarprodukte GmbH Buchholz                                                  | Buchholz (Steinhöfel)          |
| BB 68007                                                     | Mosaik WfB gGmbH                                                                           | Kuhhorst (Fehrbellin)          |
| BB 68015                                                     | Gestüt Lindenhof                                                                           | Rohrlack (Temnitztal)          |
| BB 69303                                                     | Condio GmbH                                                                                | Werder (Havel)                 |
| BB 71003                                                     | Milchschafhof Joachim Jarick                                                               | Kackrow (Kolkwitz)             |
| BB 72013                                                     | Neumarkt-Fleischerei GmbH                                                                  | Jüterbog                       |
| BB 72027                                                     | Bedien-Concept GmbH                                                                        | Blankenfelde-Mahlow            |
| BB 72035                                                     | Lemberg Lebensmittel GmbH                                                                  | Blankenfelde-Mahlow            |
| BB 72040                                                     | Urstrom Kaese GmbH                                                                         | Baruth/Mark                    |
| BB 72045                                                     | Urstrom Jersey's                                                                           | Nuthe-Urstromtal               |
| BE 30080                                                     | Fresco GmbH – Italienische Lebensmittel                                                    | Berlin                         |
| BE 90003                                                     | Fude & Serrahn Milchprodukte GmbH & Co. KG                                                 | Berlin                         |
| BE 90006                                                     | Francia Mozzarella GmbH                                                                    | Berlin                         |
| BE 90008                                                     | ISET Molkerei GmbH                                                                         | Berlin                         |
| BE 90086                                                     | Florida Eis Manufaktur GmbH                                                                | Berlin                         |
| BE 90112                                                     | Fiorentino Formaggi GmbH                                                                   | Berlin                         |
| BW 001                                                       | Staatliche Milchwirtschaftliche Lehr- und Forschungsanstalt (Dr. Oskar-Farny-Institut)     | Wangen im Allgäu               |
| BW 004                                                       | Milchwerk Crailsheim-Dinkelsbühl eG                                                        | Crailsheim                     |
| BW 010                                                       | Hohenloher Molkerei eG                                                                     | Schwäbisch Hall                |
| BW 033                                                       | FrieslandCampina Germany GmbH                                                              | Heilbronn                      |
| BW 034                                                       | FrieslandCampina Germany GmbH                                                              | Schefflenz                     |
| BW 046                                                       | Allgäuland-Käsereien GmbH                                                                  | Sonthofen                      |
| BW 056                                                       | Molkereigenossenschaft Hohenlohe-Franken eG                                                | Schrozberg                     |
| BW 075                                                       | OMIRA Oberland-Milchverwertung GmbH                                                        | Ravensburg                     |
| BW 077                                                       | Bergpracht Milchwerk                                                                       | Tettnang                       |
| BW 100                                                       | Universität Hohenheim Institut für Lebensmitteltechnologie Versuchs- und Lehrmolkerei      | Stuttgart                      |
| BW 170                                                       | Jörg Vogler                                                                                | Bad Wurzach                    |
| BW 211                                                       | M.Bauhofer Käserei GmbH                                                                    | Bodnegg                        |
| BW 218                                                       | Allgäuer Emmentaler-Käserei Leupolz eG.                                                    | Wangen im Allgäu               |
| BW 296                                                       | Allgäuland-Käsereien GmbH                                                                  | Dettingen an der Iller         |
| BW 322                                                       | [[Arla Foods]] Käsereien GmbH, existiert nicht mehr                                        | Kißlegg                        |
| BW 327                                                       | Käserei Zurwies GmbH                                                                       | Wangen im Allgäu               |
| BW 331, BW-EV 410, EV 8-8                                    | JERMI Käsewerk GmbH                                                                        | Laupheim                       |
| BW 338                                                       | Carl Fr. Scheer GmbH + Co. KG                                                              | Willstätt                      |
| BW 376                                                       | Schwarzwaldmilch GmbH Freiburg                                                             | Freiburg im Breisgau           |
| BW 382                                                       | Schwarzwaldmilch GmbH                                                                      | Offenburg                      |
| BW 407                                                       | Pflug-Feinkost                                                                             | Rottenburg am Neckar           |
| BW 410                                                       | Trendy Food GmbH                                                                           | Hügelsheim                     |
| BW 413                                                       | Milei GmbH                                                                                 | Leutkirch im Allgäu            |
| BW 416                                                       | ARI Griechische Produkte Karalis                                                           | Bietigheim-Bissingen           |
| BW 418                                                       | Chäs-Chuchi Gersbach, Larry Arango                                                         | Schopfheim                     |
| BW 419                                                       | Peter Bloching, Peter und Paulhof                                                          | Unlingen                       |
| BW 420                                                       | Käsemanufaktur L.Müller                                                                    | Hockenheim                     |
| BW 422                                                       | Hofkäserei Heggelbach                                                                      | Herdwangen-Schönach            |
| BW 423                                                       | Reinhard Hauser Schwalbenhof                                                               | Bräunlingen                    |
| BW 425, EV 8-1086                                            | Hügli Nahrungsmittel GmbH                                                                  | Bodensee                       |
| BW 426                                                       | Spielweger Käse K.J. Fuchs                                                                 | Münstertal/Schwarzwald         |
| BW 428                                                       | Babacan                                                                                    | Sachsenheim                    |
| BW 429                                                       | Friedrich Hammann                                                                          | Kürnbach                       |
| BW 430                                                       | Käserei Boschenhof                                                                         | Leutkirch im Allgäu            |
| BW 433                                                       | Ziegenfarm Oberderdingen                                                                   | Oberderdingen                  |
| BW 434                                                       | Ringgenhof                                                                                 | Wilhelmsdorf                   |
| BW 437                                                       | Ziegen- und Käsehof Zwiener                                                                | Ruppertshofen                  |
| BW 440                                                       | Dorfgemeinschaft Camphill                                                                  | Heiligenberg                   |
| BW 442                                                       | Die Käsmacher                                                                              | Weil im Schönbuch              |
| BW 443                                                       | Wendelin Schömbucher                                                                       | Lauterstein                    |
| BW 444                                                       | Käsküche Isny GmbH                                                                         | Isny im Allgäu                 |
| BW 445                                                       | Dorfkäserei Geifertshofen GmbH & Co. KG                                                    | Bühlerzell                     |
| BW 447                                                       | Hottenlocher Hofgemeinschaft                                                               | Mühlingen                      |
| BW 449                                                       | Fritz Roth                                                                                 | Berg                           |
| BW 452                                                       | J.u.J.Schmid GbRmbH                                                                        | Münsingen                      |
| BW 453                                                       | Hans Böddicker GmbH & Co. KG                                                               | Emmendingen                    |
| BW 461                                                       | Daniela und Jürgen Maisch                                                                  | Bühlerzell                     |
| BW 462                                                       | Dorfgemeinschaft Camphill                                                                  | Deggenhausertal                |
| BW 464                                                       | Reiner Wiesotzki                                                                           | Eigeltingen                    |
| BW 465                                                       | Schwarz-Klopfer und Huber-Kraus GbR                                                        | Frankenhardt                   |
| BW 466                                                       | Bittenfelder Hofkäse                                                                       | Waiblingen                     |
| BW 467                                                       | Maimoutzis GmbH                                                                            | Schorndorf                     |
| BW 468                                                       | Dobler Bauernhof Express, Matthias und Joachim Dobler GbRmbH                               | Ludwigsburg                    |
| BW 470                                                       | Schreiber Foods Europe GmbH                                                                | Wangen im Allgäu               |
| BW 472                                                       | Ingrid Bischoff                                                                            | Ilshofen                       |
| BW 473                                                       | Momeni & Niksiiar GmbH                                                                     | Ammerbuch                      |
| BW 474                                                       | Manfred Mäckle                                                                             | Blaustein                      |
| BW 475                                                       | Herbert und Claudia Fleck                                                                  | Aichstetten                    |
| BW 477                                                       | Hanna Wiesenmayer                                                                          | Notzingen                      |
| BW 479                                                       | Bachmann GbR                                                                               | Hayingen                       |
| BW 480                                                       | Berghof GbR                                                                                | Altensteig                     |
| BW 481                                                       | Andreas Deyer                                                                              | Mühlingen                      |
| BW 483                                                       | Staufen GmbH                                                                               | Göppingen                      |
| BW 484                                                       | Brugger-Schäfer GbR                                                                        | Lenzkirch                      |
| BW 485                                                       | Klaus Glöckner                                                                             | Münstertal/Schwarzwald         |
| BW 486                                                       | Michael Rechtsteiner                                                                       | Schemmerhofen                  |
| BW 489                                                       | Ziegenhof Ensmad GbR Maria Ehrlich und Steffen Rübeling                                    | Langenenslingen                |
| BW 490                                                       | Talhof GbR                                                                                 | Heidenheim an der Brenz        |
| BW 492                                                       | Martin Lais                                                                                | Wieden                         |
| BW 493                                                       | Petra und Josef Birkle                                                                     | Glottertal                     |
| BW 494                                                       | Wanner Eis GbR                                                                             | Bühlertann                     |
| BW 497                                                       | Andreas Rees GDBR                                                                          | Horben                         |
| BW 499                                                       | Gerrit Horlacher                                                                           | Abtsgmünd                      |
| BW 500                                                       | Seral Feinkostartikel, Inh. Kilic                                                          | Remshalden                     |
| BW 504                                                       | Menson Biologische Erzeugnisse GmbH                                                        | Winnenden                      |
| BW 505                                                       | Fritz Hilzinger                                                                            | Tuttlingen                     |
| BW 506                                                       | Martin Mohring                                                                             | Börtlingen                     |
| BW 507                                                       | Seubert GmbH                                                                               | Werbach                        |
| BW 509                                                       | Matthias und Margarete                                                                     | Kirchzarten                    |
| BW 511                                                       | Johannes Zimmermann                                                                        | Villingen-Schwenningen         |
| BW 513                                                       | Karl Richard und Brigitte Sorg GbR                                                         | Gemmingen                      |
| BW 514                                                       | Pflaum's feine Frische Produktionsgesellschaft mbH                                         | Allgäu                         |
| BW 515                                                       | Kaufland Fleischwaren Heilbronn GmbH & Co. KG                                              | Heilbronn                      |
| BW 516                                                       | F. u. M. Schauz                                                                            | Nattheim                       |
| BW 517                                                       | Meinrad Straub                                                                             | Herdwangen-Schönach            |
| BW 518                                                       | CaJa Käseveredelung GbR                                                                    | Waiblingen                     |
| BW 521                                                       | Widmann Lebensmittel GmbH                                                                  | Waiblingen                     |
| BW 522                                                       | Bauernhof-Eis – Marliese Schmidt                                                           | Bad Friedrichshall             |
| BW 523                                                       | Hofkäserei Moser, Georg Moser                                                              | Bermatingen                    |
| BW 524                                                       | Brauereihof Egolf                                                                          | Schefflenz                     |
| BW 526                                                       | Anke Morlock                                                                               | Königsbach-Stein               |
| BW 08067                                                     | Mozzarella Manufaktur Melillo                                                              | Hohentengen                    |
| BY 103                                                       | Molkerei Weihenstephan GmbH & Co. KG                                                       | Freising                       |
| BY 104                                                       | Neuburger Milchwerke GmbH & Co. KG                                                         | Neuburg an der Donau           |
| BY 110                                                       | Milchwerke Berchtesgadener Land Chiemgau eG                                                | Piding                         |
| BY 111                                                       | Molkerei Meggle Wasserburg GmbH & Co. KG                                                   | Wasserburg am Inn              |
| BY 112                                                       | J. Bauer GmbH & Co. KG                                                                     | Wasserburg am Inn              |
| BY 113                                                       | Wendelstein Käsewerk GmbH                                                                  | Bad Aibling                    |
| BY 114                                                       | Alpenhain Käsespezialitäten-Werk GmbH & Co. KG                                             | Pfaffing                       |
| BY 117                                                       | Andechser Molkerei Scheitz GmbH                                                            | Andechs                        |
| BY 119                                                       | Danone GmbH, Werk Rosenheim                                                                | Rosenheim                      |
| BY 125                                                       | Milchwerke Ingolstadt-Thalmässing e.G.                                                     | Ingolstadt                     |
| BY 129                                                       | Hofmeister Käsewerk GmbH & Co. KG – Abteilung Schmelzkäsewerk                              | Moosburg an der Isar           |
| BY 13022                                                     | Hochland Deutschland GmbH                                                                  | Heimenkirch                    |
| BY 13045                                                     | Milchwerk Jäger GmbH                                                                       | Haag in Oberbayern             |
| BY 13049                                                     | Bergader Privatkäserei GmbH                                                                | Waging a. See                  |
| BY 13112                                                     | Privatmolkerei Bauer GmbH & Co. KG                                                         | Wasserburg am Inn              |
| BY 13172                                                     | Milchwerke Ingolstadt-Thalmässing e.G.                                                     | Ingolstadt                     |
| BY 133                                                       | Bayerische Milchindustrie e.G.                                                             | Peiting                        |
| BY 134                                                       | A. Saumweber GmbH                                                                          | München                        |
| BY 136                                                       | Frischpack GmbH                                                                            | Tuntenhausen                   |
| BY 142, BY-EUZ 107                                           | F.I.A. GmbH                                                                                | Teising                        |
| BY 146, BY-EUZ 117                                           | Schönegger Käse-Alm GmbH                                                                   | Prem                           |
| BY 147, BY-EFB 125, BY-EUZ 124                               | Bioonda GmbH & Co. KG                                                                      | Eresing                        |
| BY 149                                                       | Schönegger Käse-Alm GmbH                                                                   | Steingaden                     |
| BY 150                                                       | Hochwald Foods GmbH, Werk Weiding                                                          | Polling                        |
| BY 151                                                       | Ludwig Keilhacker                                                                          | Reichertsheim                  |
| BY 155                                                       | MVS Milchvermarktungs GmbH                                                                 | Pfaffing                       |
| BY 157                                                       | Klaus Gschwendter                                                                          | Söchtenau                      |
| BY 210                                                       | Goldsteig Käsereien Bayerwald GmbH                                                         | Plattling                      |
| BY 221                                                       | Naturkost Schatzlhof, Inhaberin Angela Nebauer                                             | Simbach am Inn                 |
| BY 250                                                       | Hofmeister Käsewerk GmbH & Co. KG, Werk Pfeffenhausen                                      | Pfeffenhausen                  |
| BY 261                                                       | Goldsteig Käsereien Bayerwald GmbH                                                         | Tittling                       |
| BY 266                                                       | Bayerische Milchindustrie e.G.                                                             | Winzer                         |
| BY 301                                                       | Goldsteig Käsereien Bayerwald GmbH                                                         | Cham                           |
| BY 303                                                       | Naabtaler Milchwerke Bechtel oHG                                                           | Schwarzenfeld                  |
| BY 304                                                       | Milchhof Tirschenreuth eG                                                                  | Tirschenreuth                  |
| BY 305                                                       | Bayernland e.G.                                                                            | Amberg                         |
| BY 306                                                       | Bayernland e.G.                                                                            | Regensburg                     |
| BY 307                                                       | Naabtaler Milchwerke Bechtel oHG                                                           | Schwarzenfeld                  |
| BY 308                                                       | Bayernland e.G.                                                                            | Kemnath                        |
| BY 401 (alt), BY 40407 (neu)                                 | Milchhof Albert GmbH & Co. KG                                                              | Scheßlitz                      |
| BY 402, BY 40408                                             | Bayernland e.G.                                                                            | Bayreuth                       |
| BY 409 (alt), BY 40409 (neu) BY 411 (alt), BY 40426 (neu)    | Bayerische Milchindustrie e.G.                                                             | Zapfendorf                     |
| BY 410                                                       | Bayerische Milchindustrie e.G.                                                             | Ebermannstadt                  |
| BY 414                                                       | Roland Stähr, Milch- und Ziegenhof                                                         | Unterstürmig                   |
| BY 50617                                                     | Oberharder Hofmolkerei                                                                     | Dinkelsbühl                    |
| BY 512                                                       | Lehrmolkerei Triesdorf                                                                     | Weidenbach                     |
| BY 516                                                       | Bayerische Milchindustrie e.G. Landshut, Werk Windsbach                                    | Windsbach                      |
| BY 531                                                       | Bayernland e.G., Emmentaler-Käserei                                                        | Fürth                          |
| BY 554                                                       | Leonhard Seitz                                                                             | Gutenstetten                   |
| BY 555                                                       | Familie Ströbel                                                                            | Trautskirchen                  |
| BY 561                                                       | Milchwerke Ingolstadt-Thalmässing e.G.                                                     | Thalmässing                    |
| BY 562                                                       | Milchgroßhandel GmbH                                                                       | Hilpoltstein                   |
| BY 563                                                       | NUTRICHEM Diät + Pharma GmbH                                                               | Roth                           |
| BY 601                                                       | Gervais-Danone AG                                                                          | Ochsenfurt                     |
| BY 603                                                       | Milchwerke Oberfranken West e.G., Zweigbetrieb Lendershausen                               | Hofheim in Unterfranken        |
| BY 607                                                       | SOS-Kinderdorf-Molkerei e. V.                                                              | Gemünden am Main               |
| BY 609                                                       | Erbacher GmbH & Co. Betriebs KG                                                            | Kleinheubach                   |
| BY 60411                                                     | Würzburger Milchwerk GmbH                                                                  | Würzburg                       |
| BY 611                                                       | Brunner                                                                                    | Willanzheim                    |
| BY 625                                                       | Frische und Service GmbH                                                                   | Prichsenstadt                  |
| BY 70025                                                     | Hochland Deutschland GmbH                                                                  | Heimenkirch                    |
| BY 701                                                       | Nestlé Deutschland AG                                                                      | Biessenhofen                   |
| BY 704, BY 77704                                             | Milchwerke Schwaben eG                                                                     | Neu-Ulm                        |
| BY 706                                                       | Karwendel-Werke Franz X. Huber GmbH & Co. KG                                               | Buchloe                        |
| BY 708                                                       | Milchverwertung Ostallgäu eG                                                               | Rückholz                       |
| BY 709                                                       | Mang-Käsewerk GmbH & Co. KG                                                                | Kammlach                       |
| BY 7101                                                      | Alpsennerei Waltnersalpe                                                                   | Oberstaufen                    |
| BY 7102                                                      | Alpsennerei Breitegehren                                                                   | Oberstdorf                     |
| BY 7103                                                      | Alpsennerei Schlappold                                                                     | Oberstdorf                     |
| BY 711                                                       | Käserei Champignon Hofmeister GmbH & Co. KG, Werk Heising                                  | Lauben                         |
| BY 7112                                                      | Alpsennerei Ochsenberg                                                                     | Missen-Wilhams                 |
| BY 7118                                                      | Stegmann Emmentaler Käsereien GmbH                                                         | Altusried                      |
| BY 7119                                                      | Konrad Leising                                                                             | Kammeltal                      |
| BY 712                                                       | Zott SE & Co. KG                                                                           | Günzburg                       |
| BY 7123                                                      | Meinrad Gast Molkereibetrieb oHG                                                           | Kötz                           |
| BY 7124                                                      | Molkerei Julius Wilhelm GmbH                                                               | Ellzee                         |
| BY 7127                                                      | Alpsennerei Gerstenbrändle                                                                 | Blaichach                      |
| BY 7128                                                      | Alpsennerei Kematsried                                                                     | Bad Hindelang                  |
| BY 7129                                                      | Alpe Hompessen                                                                             | Oberstaufen                    |
| BY 7130                                                      | Käsalp                                                                                     | Stiefenhofen                   |
| BY 7136                                                      | Geisenhof Krötz                                                                            | Sonthofen                      |
| BY 7137                                                      | Alpsennerei Thalhofer Berg                                                                 | Missen-Wilhams                 |
| BY 714                                                       | Edelweiss GmbH & Co. KG                                                                    | Kempten                        |
| BY 7144, BY EV 725                                           | Instant Food Simpert Reiter GmbH                                                           | Augsburg                       |
| BY 7146                                                      | Alpe Schwabenberg II, Börlas                                                               | Missen-Wilhams                 |
| BY 7147                                                      | Bio-Schaukäserei Wiggensbach GmbH                                                          | Wiggensbach                    |
| BY 7148                                                      | Mangold's Biohof                                                                           | Sulzberg                       |
| BY 7150                                                      | Minikäserei Missen-Berger Käsköpfle                                                        | Missen-Wilhams                 |
| BY 7152, BY EV 8-197, BY EV 8-197                            | Simpert Reiter GmbH                                                                        | Augsburg                       |
| BY 716                                                       | Weißenhorner Molkerei GmbH                                                                 | Weißenhorn                     |
| BY 718                                                       | Molkerei Alois Müller GmbH & Co. KG                                                        | Fischach                       |
| BY 721                                                       | Zott SE & Co. KG                                                                           | Mertingen                      |
| BY 727                                                       | Ehrmann SE                                                                                 | Oberschönegg                   |
| BY 738                                                       | Käsereigenossenschaft Weizern eG                                                           | Eisenberg                      |
| BY 740                                                       | Sennereigenossenschaft Gunzesried eG                                                       | Blaichach                      |
| BY 748                                                       | Gebrüder Baldauf GmbH & Co.                                                                | Lindenberg im Allgäu           |
| BY 753                                                       | ZOMA Milch & Molke GmbH & Co.                                                              | Günzburg                       |
| BY 754                                                       | Sennereigenossenschaft Untermaiselstein – Greggenhofen                                     | Markt Rettenbach               |
| BY 756                                                       | Gebr. Baldauf & Co.                                                                        | Stiefenhofen                   |
| BY 757                                                       | Sennerei Gestratz, Gebrüder Baldauf & Co.                                                  | Gestratz                       |
| BY 759                                                       | Sennereigenossenschaft Mittelhofen-Rutzhofen e.G.                                          | Stiefenhofen                   |
| BY 760                                                       | Sennerei Bremenried e.G.                                                                   | Bremenried                     |
| BY 766                                                       | Bergkäserei Diepolz                                                                        | Immenstadt im Allgäu           |
| BY 770                                                       | Sennereigenossenschaft Hüttenberg                                                          | Ofterschwang                   |
| BY 775                                                       | Alpsennerei Unterbalderschwang                                                             | Balderschwang                  |
| BY 776                                                       | Alpsennerei Oberbalderschwang                                                              | Balderschwang                  |
| BY 777                                                       | Alpsennerei Gschwend                                                                       | Balderschwang                  |
| BY 77721                                                     | Zoma GmbH & Co. KG                                                                         | Günzburg                       |
| BY 77723                                                     | Molkerei Gropper GmbH & Co. KG                                                             | Bissingen                      |
| BY 77727                                                     | Ehrmann GmbH                                                                               | Oberschönegg                   |
| BY 778                                                       | Alpsennerei Höfle                                                                          | Balderschwang                  |
| BY 780                                                       | Alpsennerei Piesen-Füß'sche                                                                | Balderschwang                  |
| BY 781                                                       | Alpsennerei Spicherhalde                                                                   | Balderschwang                  |
| BY 782                                                       | Alpsennerei Oberberg I                                                                     | Blaichach                      |
| BY 783                                                       | Alpsennerei Ornach                                                                         | Bolsterlang                    |
| BY 785                                                       | Alpsennerei Mitterhaus                                                                     | Bad Hindelang                  |
| BY 788                                                       | Alpsennerei Hochried                                                                       | Immenstadt im Allgäu           |
| BY 792                                                       | Alpsennerei Kellersalpe                                                                    | Oberstaufen                    |
| BY 795                                                       | Alpsennerei Helmingen                                                                      | Oberstaufen                    |
| BY 797                                                       | Alpsennerei Mittelberg                                                                     | Immenstadt im Allgäu           |
| BY 798                                                       | Alpsennerei Rindalpe Nord                                                                  | Oberstaufen                    |
| BY-MBe 715, BY-MVe 715                                       | J.M. Gabler – Saliter GmbH & Co. KG                                                        | Obergünzburg                   |
| EK 033, EZ 033                                               | Tiefkühllogistik-Center Wustermark (TCW) GmbH                                              | Wustermark                     |
| HE 001                                                       | Immergut GmbH & Co. KG                                                                     | Schlüchtern                    |
| HE 002                                                       | Hochwald Foods GmbH, Betriebsteil Trocknung                                                | Hungen                         |
| HE 005                                                       | Upländer Bauernmolkerei GmbH                                                               | Willingen                      |
| HE 006, EV 8-3                                               | Milupa GmbH, Werk Fulda                                                                    | Fulda                          |
| HE 007                                                       | Hochwald Foods GmbH – Werk Hungen                                                          | Hungen                         |
| HE 012                                                       | Hochwald Foods GmbH – Werk Hünfeld                                                         | Hünfeld                        |
| HE 013                                                       | Schwälbchen Molkerei – Jakob Berz AG                                                       | Bad Schwalbach                 |
| HE 015                                                       | Molkerei Hüttenthal GmbH & Co. KG                                                          | Mossautal                      |
| HE 017                                                       | Elmar Möcklinghoff                                                                         | Hofgeismar                     |
| HE 022                                                       | Käserei Mack GmbH                                                                          | Hüttenberg                     |
| HE 023                                                       | Käserei W. Mack, Inhaber W. Jung                                                           | Hüttenberg                     |
| HE 026                                                       | L'Abbate Käsefabrik                                                                        | Offenbach am Main              |
| HE 028                                                       | Eschenhof GbR, Gabriele und Michael Oettermann                                             | Wolfhagen                      |
| HE 030                                                       | Odenwalder Kochkäserei, Inh. Frank Rettig                                                  | Fürth (Odenwald)               |
| HE 032                                                       | Käserei Hermann Horst GmbH                                                                 | Groß-Gerau                     |
| HE 033                                                       | Kastanienhof GbR                                                                           | Birstein                       |
| HE 036                                                       | Käserei H. Birkenstock GmbH                                                                | Hüttenberg                     |
| HE 037                                                       | Hochelheimer Käserei, Hans-Willi Weber                                                     | Hüttenberg                     |
| HE 038                                                       | Käserei Altenschlirf                                                                       | Herbstein                      |
| HE 039                                                       | Käserei Gemeinschaft Melchiorsgrund                                                        | Hopfgarten                     |
| HE 040                                                       | Unilever Deutschland Produktions GmbH & Co. OHG                                            | Heppenheim                     |
| HE 043                                                       | Käserei Attina Limited                                                                     | Münster (Hessen)               |
| HE 045                                                       | Kraft plus Fitness Sporternährung Roland Gerard GmbH                                       | Lampertheim                    |
| HE 047                                                       | CALIDAD                                                                                    | Eder                           |
| HE 049                                                       | Milchschafbetrieb Heegenhof                                                                | Witzenhausen                   |
| HE 051                                                       | Lebensgemeinschaft Bingenheim, Quellenhof                                                  | Echzell                        |
| HE 052                                                       | Heinz & Jan Trumpfheller GbR                                                               | Beerfelden                     |
| HE 053                                                       | Milchhof Sandra und Klaus Hügel                                                            | Fulda                          |
| HE 054                                                       | Peter Vogel                                                                                | Dipperz                        |
| HE 055                                                       | Gutsmolkerei Selgenhof, Frühauf GbR                                                        | Ulrichstein                    |
| HE 15                                                        | Jausenstation                                                                              | Großalmerode                   |
| HE 30925                                                     | Upländer Bauernmolkerei GmbH                                                               | Willingen                      |
| HH 001                                                       | Bonora Verpackungen August Töpfer + Co. (GmbH + Co)                                        | Hamburg                        |
| HH 002                                                       | A. Schmidt & Co. GmbH                                                                      | Hamburg                        |
| HH 003                                                       | Fresh Factory Lebensmittel GmbH                                                            | Hamburg                        |
| HH 005                                                       | Kühne & Nagel (AG & Co.) KG                                                                | Hamburg                        |
| HH 006                                                       | Delikant Feinkost GmbH                                                                     | Hamburg                        |
| MV 002                                                       | Inselkäserei Usedom Steffen Schultze                                                       | Usedom                         |
| MV 003                                                       | Molkerei-Naturprodukt GmbH Rügen                                                           | Poseritz                       |
| MV 004                                                       | Goldschmidt Frischkäse GmbH                                                                | Ludwigslust                    |
| MV 005                                                       | Nordgut Käsewerk Hoffmann & Co. KG                                                         | Blievenstorf                   |
| MV 006                                                       | Arla Foods Deutschland GmbH, Niederlassung Upahl                                           | Upahl                          |
| MV 007                                                       | Hof Weitenfeld, Hofmolkerei & Lieferservice Inh. Peter Guhl                                | Teldau                         |
| MV 009                                                       | Ostsee-Molkerei Wismar GmbH                                                                | Wismar                         |
| MV 010                                                       | SternMaid GmbH & Co. KG                                                                    | Wittenburg                     |
| MV 012                                                       | Kunst & Käse – Feine Ziegenkäsemanufaktur Ute Rohrbeck                                     | Rögnitz                        |
| MV 013                                                       | Offergeld Logistik GmbH & Co. oHG                                                          | Lüttow-Valluhn                 |
| MV 017                                                       | DMK Deutsches Milchkontor GmbH – Werk Bergen                                               | Bergen auf Rügen               |
| MV 024                                                       | Müritz-Milch GmbH                                                                          | Waren                          |
| MV 025                                                       | Immergut GmbH & Co. KG                                                                     | Stavenhagen                    |
| MV 026                                                       | Euro Cheese Vertriebs-GmbH                                                                 | Altentreptow                   |
| MV 027                                                       | DMK Deutsches Milchkontor GmbH – Werk Altentreptow                                         | Altentreptow                   |
| MV 029                                                       | Zentralkäserei Mecklenburg-Vorpommern GmbH                                                 | Dargun                         |
| MV 032                                                       | Eisbär Eis-Produktions GmbH                                                                | Ahrenshagen-Daskow             |
| MV 16005                                                     | Gläserne Meierei GmbH                                                                      | Dechow                         |
| MV 56003                                                     | Van der Ham & Co. KG                                                                       | Bollewick                      |
| NI 007                                                       | Molkerei Wagenfeld                                                                         | Wagenfeld                      |
| NI 009                                                       | Molkerei Lamstedt eG                                                                       | Lamstedt                       |
| NI 010                                                       | DMK Deutsches Milchkontor GmbH – Werk Zeven                                                | Zeven                          |
| NI 014                                                       | DMK Deutsches Milchkontor GmbH – Werk Strückhausen                                         | Ovelgönne                      |
| NI 016                                                       | DMK Deutsches Milchkontor GmbH – Werk Holdorf                                              | Holdorf                        |
| NI 033, NI 33000                                             | Heideblume Molkerei Elsdorf – Rotenburg AG                                                 | Elsdorf                        |
| NI 035                                                       | Uelzena eG                                                                                 | Uelzen                         |
| NI 042                                                       | WS Warmsener Spezialitäten GmbH                                                            | Warmsen                        |
| NI 053                                                       | Hochwald Foods GmbH – Werk Lüneburg                                                        | Lüneburg                       |
| NI 056, NI 12056                                             | Molkerei Grafschaft Hoya e.G.                                                              | Asendorf                       |
| NI 057                                                       | Rücker GmbH                                                                                | Aurich                         |
| NI 058                                                       | Euro Cheese Vertriebs-GmbH                                                                 | Georgsmarienhütte              |
| NI 059                                                       | DMK Deutsches Milchkontor GmbH – Werk Georgsmarienhütte                                    | Georgsmarienhütte              |
| NI 060                                                       | Mondelez Deutschland Snacks Produktion GmbH & Co. KG                                       | Fallingbostel                  |
| NI 063                                                       | Corman GmbH                                                                                | Beesten                        |
| NI 064, NI 14064                                             | Molkerei Ammerland eG                                                                      | Wiefelstede-Dringenburg        |
| NI 066                                                       | Etelser & Alperi Käsewerk GmbH                                                             | Seckenhausen                   |
| NI 076                                                       | Nestlé Schöller Produktions GmbH                                                           | Uelzen                         |
| NI 081                                                       | Paul Mertens Molkerei GmbH & Co. KG                                                        | Neuenkirchen                   |
| NI 085, EV 1042                                              | CSM Deutschland GmbH                                                                       | Delmenhorst                    |
| NI 086                                                       | DMK Deutsches Milchkontor GmbH – Werk Edewecht                                             | Edewecht                       |
| NI 087                                                       | R&R Ice Cream Deutschland GmbH                                                             | Osnabrück                      |
| NI 090, NI 14090                                             | Molkerei Ammerland eG                                                                      | Oldenburg                      |
| NI 093                                                       | Ostfriesland Milch Wiegert GmbH                                                            | Wiesedermeer                   |
| NI 099                                                       | Molkerei Hasenfleet eG                                                                     | Oberndorf                      |
| NI 102                                                       | Eisbär Eis GmbH                                                                            | Apensen                        |
| NI 104                                                       | Poppinga Käseservice                                                                       | Wittmund                       |
| NI 107                                                       | Petri Feinkost GmbH & Co. KG                                                               | Ottenstein                     |
| NI 109                                                       | DMK Deutsches Milchkontor GmbH – Werk Neubörger                                            | Neubörger                      |
| NI 200                                                       | DMV – Fonterra Excipients GmbH & Co. KG                                                    | Nörten-Hardenberg              |
| NI 204                                                       | Sauermilchkäserei, Albert Schmiedecke                                                      | Sassenburg                     |
| NI 205                                                       | Käserei Schneider                                                                          | Bodenfelde                     |
| NI 215                                                       | Naturmilchhof Gartetal                                                                     | Gleichen                       |
| NI 216                                                       | Hof Kuhnigunde                                                                             | Bodensee (Landkreis Göttingen) |
| NI 300                                                       | APOSTELS Griechische Spezialitäten Gesellschaft mit beschränkter Haftung                   | Garbsen                        |
| NI 306                                                       | Milch-Hof Osterwiese Direkt GbR                                                            | Uetze                          |
| NI 309                                                       | Eckhard Niermann                                                                           | Diepholz                       |
| NI 400                                                       | SOS-Hof Bockum Käserei                                                                     | Rehlingen                      |
| NI 401                                                       | Gerhard Dehlwes                                                                            | Lilienthal                     |
| NI 404                                                       | Atlantic Multipower Germany GmbH & Co. OHG                                                 | Bleckede                       |
| NI 407, NI-8-400                                             | Snackmaster Tiefkühlprodukte GmbH & Co. KG                                                 | Schwarmstedt                   |
| NI 408, NI EFB 412                                           | Heinrich Hoppe GmbH & Co. KG                                                               | Achim                          |
| NI 410                                                       | Elsdorfer Feinkost AG                                                                      | Elsdorf                        |
| NI 411                                                       | Die Hofkäserei Frieder Schietzelt                                                          | Luckau                         |
| NI 413                                                       | Meierdierks Vorzugsmilch                                                                   | Lilienthal                     |
| NI 414                                                       | Milchhof Kück KG                                                                           | Gnarrenburg                    |
| NI 415                                                       | Hof Dallmann                                                                               | Dohren                         |
| NI 505                                                       | Bruno Gelato GmbH                                                                          | Rhauderfehn                    |
| NI 506                                                       | Lüttje Plaats Neemann / Württemberger GbR mbH                                              | Krummhörn                      |
| NI 509                                                       | Milchhof Meinen                                                                            | Bockhorn                       |
| NI 510                                                       | Arnold von Seggern                                                                         | Groß Ippener                   |
| NI 10700                                                     | Biohof Eilte GbR – Eilter Bauernkäserei                                                    | Ahlden                         |
| NI 23000                                                     | Siebenhäuser Molkerei GmbH & Co. KG                                                        | Rehden                         |
| NI 53053                                                     | Hochwald Foods GmbH – Werk Lüneburg                                                        | Lüneburg                       |
| NW 101                                                       | Hellweg-Molkerei eG                                                                        | Soest                          |
| NW 105                                                       | FrieslandCampina Kievit GmbH                                                               | Lippstadt                      |
| NW 107                                                       | Lippetaler Frischkäserei GmbH                                                              | Bergkamen                      |
| NW 109                                                       | Milado-Käsewerk                                                                            | Dortmund                       |
| NW 110                                                       | FVZ Tiefkühlkost GmbH                                                                      | Holzwickede                    |
| NW 112                                                       | Gerhard Lategahn -Milchhof Mühlhausen-                                                     | Unna                           |
| NW 2006                                                      | Nöll & Co. KG                                                                              | Büren                          |
| NW 201                                                       | Milchwirtschaftliche Industrie Gesellschaft Herford GmbH & Co. KG                          | Herford                        |
| NW 203                                                       | FrieslandCampina Germany GmbH                                                              | Gütersloh                      |
| NW 204                                                       | DMK Deutsches Milchkontor GmbH – Werk Rimbeck                                              | Rimbeck                        |
| NW 206                                                       | Wiehengebirgs-Molkerei Unterlübbe K.Hübel GmbH & Co. KG                                    | Hille                          |
| NW 211                                                       | Bornholter Käsevertriebs- und Produktionsgesellschaft mbH                                  | Verl                           |
| NW 214                                                       | Käseherstellung Maria Pott                                                                 | Nieheim                        |
| NW 215, NW-EV 219                                            | FLEDI GmbH                                                                                 | Versmold                       |
| NW 216, NW-EFB 213, NW-EFU 204                               | Frostkrone Engel-Food Tiefkühlkost GmbH                                                    | Rietberg                       |
| NW 218                                                       | Mennes Nieheimer Schaukäserei, Milchhof Nieheim GbR                                        | Nieheim                        |
| NW 219                                                       | Vermarktungsgesellschaft Gut Wilhelmsdorf mbH                                              | Bielefeld                      |
| NW 302                                                       | Friesland Deutschland GmbH                                                                 | Kalkar                         |
| NW 303                                                       | Moers Frischeprodukte GmbH & Co. KG. (Joint Venture Dr. Oetker & Molkerei Gropper)         | Moers                          |
| NW 306                                                       | Käserei Niederrhein GmbH & Co. KG                                                          | Kalkar                         |
| NW 309                                                       | Clever Stolz Lebensmittelwerke GmbH                                                        | Kleve                          |
| NW 312, NW-EUZ 305, EZ 234, NW-EUZ 305, EZ 234, EV 53, EV 53 | GFG – Gelderland Frischwarengesellschaft mbH                                               | Emmerich                       |
| NW 314                                                       | Albert Barufe GmbH                                                                         | Hilden                         |
| NW 316                                                       | P.G. Kaas, Import-Export GmbH                                                              | Emmerich                       |
| NW 317                                                       | Norbert Konnen                                                                             | Grefrath                       |
| NW 318                                                       | Mönchenhof Jürgen Heesen                                                                   | Hamminkeln                     |
| NW 320                                                       | Schweers Käsevertrieb                                                                      | Kleve                          |
| NW 321                                                       | Bestfoods Deutschland GmbH & Co. OHG                                                       | Krefeld                        |
| NW 323                                                       | Tees GmbH                                                                                  | Oberhausen                     |
| NW 324                                                       | Meicon GmbH                                                                                | Kempen                         |
| NW 325                                                       | Johannes Deselaers                                                                         | Kerken                         |
| NW 326                                                       | Van der Zee                                                                                | Weeze                          |
| NW 327                                                       | Gerhard Derksen                                                                            | Kranenburg                     |
| NW 401                                                       | FrieslandCampina Germany GmbH                                                              | Köln                           |
| NW 402                                                       | Hochwald Foods GmbH                                                                        | Erftstadt                      |
| NW 404                                                       | Rosen Eiskrem GmbH                                                                         | Waldfeucht                     |
| NW 406, NW-EFB 406, NW-EV 153                                | Edmund Merl GmbH & Co. KG                                                                  | Brühl                          |
| NW 408                                                       | Eberhard Thomas                                                                            | Burscheid                      |
| NW 409                                                       | Eurolat GmbH                                                                               | Lindlar                        |
| NW 410                                                       | Krüger GmbH & Co. KG                                                                       | Bergisch Gladbach              |
| NW 411                                                       | Schaukäserei Krewelshof                                                                    | Lohmar                         |
| NW 412                                                       | Rurauen Milch                                                                              | Wassenberg                     |
| NW 413                                                       | Schäferhof GbR                                                                             | Erftstadt                      |
| NW 414                                                       | Schellerhof Rehbach                                                                        | Lindlar                        |
| NW 501                                                       | Molkerei Söbbeke GmbH                                                                      | Gronau-Epe                     |
| NW 502, NW-EFB 505                                           | Dahlhoff Feinkost GmbH                                                                     | Haltern am See                 |
| NW 505                                                       | Molkerei Söbbeke                                                                           | Rosendahl                      |
| NW 506, NW-EP 509                                            | Privatmolkerei Naarmann GmbH                                                               | Neuenkirchen                   |
| NW 508                                                       | DMK Deutsches Milchkontor GmbH – Werk Everswinkel                                          | Everswinkel                    |
| NW 509                                                       | Münsterländische Margarine-Werke J. Lülf GmbH                                              | Rosendahl                      |
| NW 511                                                       | DMK Deutsches Milchkontor GmbH – Werk Coesfeld                                             | Coesfeld                       |
| NW 512                                                       | Lactoland, Trockenmilchwerk GmbH                                                           | Dülmen                         |
| NW 514                                                       | DMK Eis GmbH, Werk Recke                                                                   | Recke                          |
| NW 515                                                       | Molkerei Wiegert GmbH & Co. KG                                                             | Velen                          |
| NW 517, NW-EP 508                                            | Dr. Otto Suwelack GmbH & Co.                                                               | Billerbeck                     |
| NW 518                                                       | Sahnemolkerei H. Wiesehoff GmbH                                                            | Schöppingen                    |
| NW 521                                                       | feldeco fun foods GmbH                                                                     | Metelen                        |
| NW 523                                                       | Antonius und Petra Langehaneberg                                                           | Legden                         |
| NW 524                                                       | Heide-Hof Altenberge GmbH & Co. KG                                                         | Altenberge                     |
| NW 525                                                       | Leonhard Große Kintrup                                                                     | Münster                        |
| NW-221                                                       | Condetta GmgH & Co. KG – Storck Industrie-Service                                          | Halle (Westfalen)              |
| RP 221                                                       | Hochwald Foods GmbH                                                                        | Kaiserslautern                 |
| RP 247                                                       | Arla Foods Deutschland GmbH, Niederlassung Pronsfeld                                       | Pronsfeld                      |
| RP 254                                                       | Hochwald Foods GmbH – Milchwerk Thalfang                                                   | Thalfang                       |
| RP 303                                                       | Bioland-Hof Steinrausch                                                                    | Prüm                           |
| RP 304                                                       | HOLLYFOOD Frische Fertigprodukte GmbH & Co. KG                                             | Bad Hönningen                  |
| RP-302, RP-EFB 302, RP-EV 302                                | NAFA Feinkost GmbH                                                                         | Neuhofen                       |
| SH 004                                                       | Meierei Barmstedt eG                                                                       | Barmstedt                      |
| SH 005                                                       | Lactoprot Deutschland GmbH                                                                 | Kaltenkirchen                  |
| SH 010                                                       | Cibus Nahrungsmittelherstellungs- und Vertriebs GmbH, Betriebsstätte Pellwormer Inselmilch | Pellworm                       |
| SH 014                                                       | Schoppe & Schultz GmbH & Co.                                                               | Ratzeburg                      |
| SH 015                                                       | Danisco Deutschland GmbH                                                                   | Niebüll                        |
| SH 016                                                       | Hofmeierei Hans-Hinrich Kruse GbR                                                          | Rellingen                      |
| SH 017                                                       | Meiereigenossenschaft Wasbek eG                                                            | Wasbek                         |
| SH 018                                                       | Hofkäserei Backensholz, E. u. M. Metzger-Petersen                                          | Oster-Ohrstedt                 |
| SH 019                                                       | NordseeMilch eG                                                                            | Witzwort                       |
| SH 020                                                       | Meiereigenossenschaft Holtsee-Ascheberg eG                                                 | Holtsee                        |
| SH 021                                                       | Meiereigenossenschaft Schmalfeld-Hasenmoor eG                                              | Schmalfeld                     |
| SH 023                                                       | Meierei Dirk Jensen                                                                        | Niesgrau                       |
| SH 026, SH EFB 053                                           | Grossmann Feinkost GmbH                                                                    | Reinbek                        |
| SH 027                                                       | DMK Deutsches Milchkontor GmbH – Werk Hohenwestedt                                         | Hohenwestedt                   |
| SH 029                                                       | Wolf-Christian Wagener                                                                     | Weesby                         |
| SH 032                                                       | Lactoprot Deutschland GmbH                                                                 | Leezen                         |
| SH 033                                                       | Meiereigenossenschaft Langenhorn eG                                                        | Langenhorn                     |
| SH 036                                                       | CREMILK GmbH                                                                               | Kappeln                        |
| SH 042                                                       | Meierei Horst eG                                                                           | Horst                          |
| SH 043                                                       | Meierei Struvenhütten eG                                                                   | Struvenhütten                  |
| SH 044                                                       | Die Meierei Hansfelder Hof GmbH                                                            | Lübeck                         |
| SH 048                                                       | Axel Brinkhaus GmbH Käsespezialitäten                                                      | Bad Bramstedt                  |
| SH 050                                                       | DMK Deutsches Milchkontor GmbH – Werk Nordhackstedt                                        | Nordhackstedt                  |
| SH 065                                                       | Meiereigenossenschaft eG Gudow-Schwarzenbek                                                | Gudow                          |
| SH 072                                                       | Meiereigenossenschaft eG Viöl                                                              | Viöl                           |
| SH 086                                                       | Meierei Ostenfeld                                                                          | Ostenfeld                      |
| SH 088                                                       | Meiereigenossenschaft Sarzbüttel eG                                                        | Sarzbüttel                     |
| SH 089, SH EFB 066, EV 84                                    | Popp Feinkost GmbH                                                                         | Kaltenkirchen                  |
| SH 011                                                       | Breitenburger Milchzentrale eG                                                             | Itzehoe                        |
| SH 00478                                                     | Hamfelder Hof Bauernmeierei                                                                | Mühlenrade                     |
| SL 003                                                       | Christian Gansen, Johannishof                                                              | Namborn                        |
| SL 004                                                       | Martinshof Kempf und Philipczyk GbR                                                        | St. Wendel                     |
| SL 005                                                       | Saarpfälzische Bio-Höfe GmbH – Eichelberger Hof                                            | Mandelbachtal                  |
| SL 007                                                       | Käse Kopp GmbH                                                                             | Quierschied                    |
| SL 011                                                       | Keimbacher Hof GdbR Beck und Beier                                                         | St. Wendel                     |
| SL 750                                                       | EDEKA Südwest Frische Center                                                               | Völklingen                     |
| SN 006                                                       | Molkerei Hainichen-Freiberg GmbH & Co. KG                                                  | Freiberg                       |
| SN 008                                                       | Molkerei Vogtlandmilch GmbH                                                                | Plauen                         |
| SN 009                                                       | Heinrichsthaler Milchwerke GmbH                                                            | Radeberg                       |
| SN 012                                                       | Molkerei Niesky GmbH – Werk Olbernhau                                                      | Olbernhau                      |
| SN 014                                                       | Molkerei Niesky GmbH                                                                       | Niesky                         |
| SN 015                                                       | Feinkäserei Zimmermann GmbH                                                                | Falkenhain                     |
| SN 016                                                       | Sachsenmilch Leppersdorf GmbH                                                              | Leppersdorf                    |
| SN 017                                                       | Kurt Klinnert & Sohn Käserei-Großhandel                                                    | Rabenau                        |
| SN 018                                                       | Käserei Lehmann GmbH                                                                       | Leipzig                        |
| SN 019                                                       | Alfred Ludwig-Käserei, Inh. Albrecht Naumann                                               | Otterwisch                     |
| SN 021                                                       | Bauernhof Steinert                                                                         | Hohnstein                      |
| SN 023, SN-EFB 004, EV 831                                   | Dr. Doerr Feinkost GmbH & Co. KG                                                           | Dresden                        |
| SN 026                                                       | Hofmolkerei Taubenheim, Ingeborg Schubert und Michael Schwarzwälder                        | Taubenheim (Klipphausen)       |
| SN 027                                                       | Agrar- und Handels GmbH Mehderitzsch Hofmolkerei Bennewitz                                 | Torgau                         |
| SN 029                                                       | JoBa GmbH                                                                                  | Nossen                         |
| SN 032                                                       | Landgut Nemt GmbH                                                                          | Wurzen                         |
| SN 033                                                       | Eismanufaktur Annaberg-Buchholz GmbH                                                       | Wiesenbad                      |
| SN 10683                                                     | Kohrener Landmolkerei GmbH                                                                 | Penig                          |
| ST 201                                                       | Bayerische Milchindustrie eG Werk Jessen – FK                                              | Jessen                         |
| ST 203                                                       | Altmark-Käserei Uelzena                                                                    | Bismark                        |
| ST 204                                                       | DMK Deutsches Milchkontor GmbH – Werk Bad Bibra                                            | Bad Bibra                      |
| ST 206                                                       | Allerstedter Käserei H. J. Poelmeyer GmbH                                                  | Wohlmirstedt                   |
| ST 213                                                       | Börde Käse GmbH                                                                            | Vahldorf                       |
| ST 214                                                       | ERU Käsewerk Sangerhausen GmbH                                                             | Sangerhausen                   |
| ST 216                                                       | Milchwerke Mittelelbe GmbH                                                                 | Stendal                        |
| ST 219                                                       | Milchhof Magdeburg GmbH                                                                    | Magdeburg                      |
| ST 220                                                       | Bayerische Milchindustrie e.G, Werk Jessen – TP                                            | Jessen                         |
| ST 225                                                       | Breitunger Käserei, Ernst Rumpf GmbH                                                       | Wohlmirstedt                   |
| ST 226                                                       | Schlossgut Storkau GmbH                                                                    | Storkau                        |
| TH 601                                                       | DMK Deutsches Milchkontor GmbH – Werk Erfurt                                               | Erfurt                         |
| TH 603                                                       | Herzgut Landmolkerei Schwarza e.G.                                                         | Rudolstadt                     |
| TH 604                                                       | Bayerische Milchindustrie eG – Werk Obermaßfeld                                            | Obermaßfeld                    |
| TH 6052                                                      | Molkerei Zeulenroda GmbH                                                                   | Zeulenroda-Triebes             |
| TH 606                                                       | Fude + Serrahn Milchprodukte GmbH & Co. KG                                                 | Erfurt                         |
| TH 613                                                       | Käserei Hausmann                                                                           | Erfurt                         |
| TH 623                                                       | Hofkäserei Belrieth GmbH                                                                   | Vachdorf                       |
| TH 625                                                       | AGROMA Bäuerliche Aktiengesellschaft Kalteneber                                            | Heiligenstadt                  |
| TH 631                                                       | Käserei Altenburger Land GmbH & Co. KG                                                     | Lumpzig                        |
| TH 632                                                       | Bedien-Concept GmbH                                                                        | Straufhain                     |
| TH 650                                                       | Markus-Gemeinschaft e. V.                                                                  | Hauteroda                      |